# Stiborius (cràter)
Stiborius és un cràter d'impacte que es troba al sud-sud-oest del cràter Piccolomini, al quadrant sud-est de la cara visible de la Lluna. Al sud-sud-oest de Stiborius es troba el cràter Wöhler, més petit. Stiborius té 44 km de diàmetre i 3,7 km de profunditat.

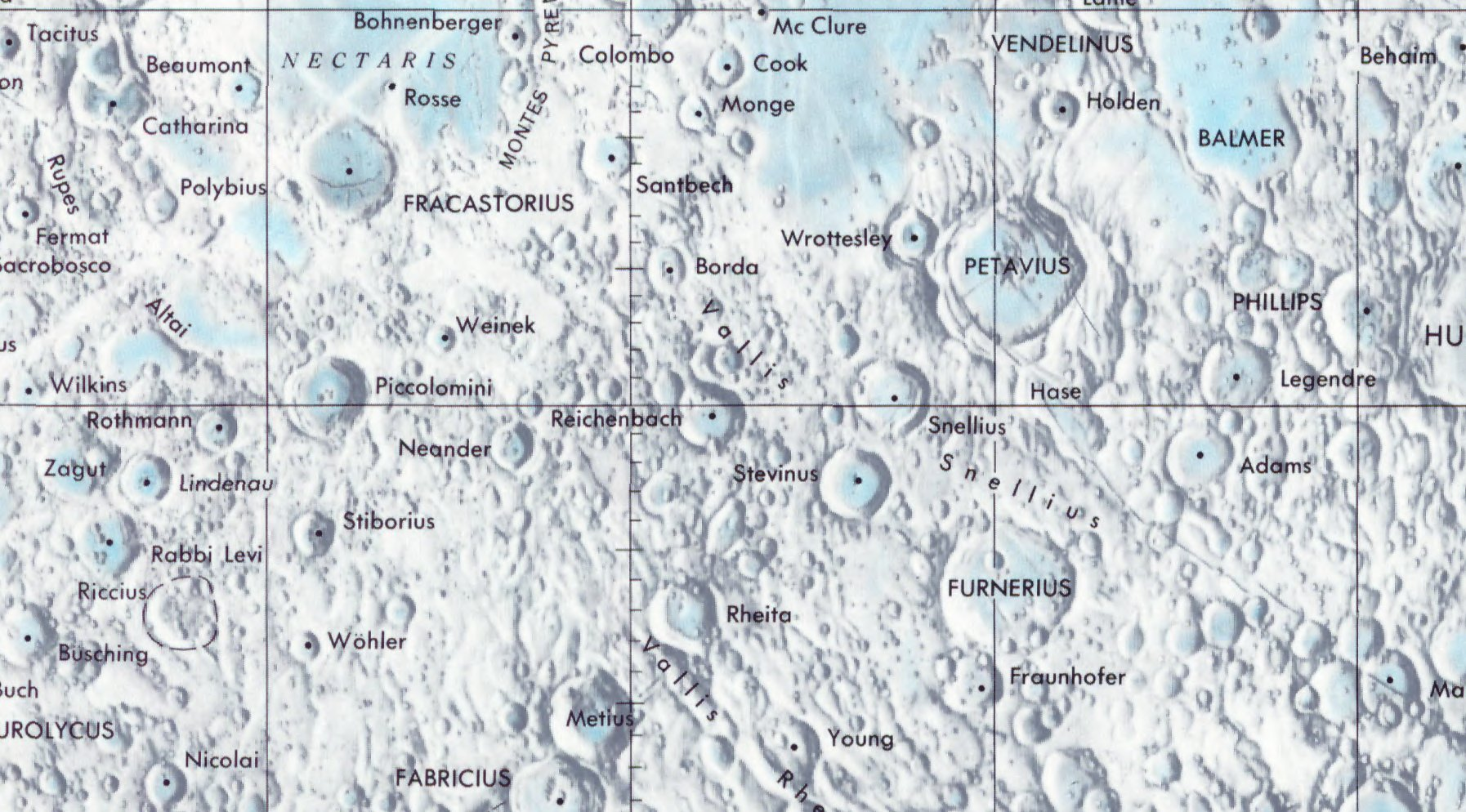
Localització de Stiborius (centre esquerra de la imatge)

La vora d'aquest cràter està ben definida, amb poca aparença d'erosió. És aproximadament de forma circular, però té un prominent sortint cap al nord-est, on la vora s'ha desplomat a l'interior. Les parets interiors del sud-est i del nord presenten terrasses. El sòl interior és una mica irregular, i posseeix un pic central baix al punt mitjà que està connectat a la paret nord-est per una cresta d'escassa altura. És del període Imbrià superior, de fa entre 3800 i 3200 milions d'anys.

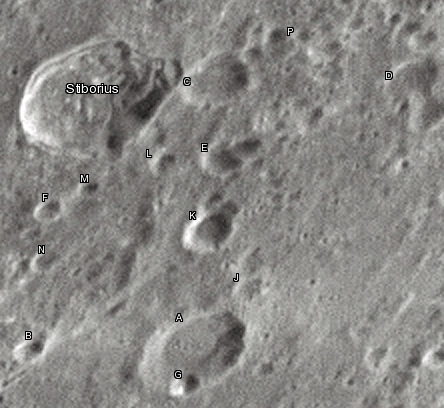
Cràters satèl·lit
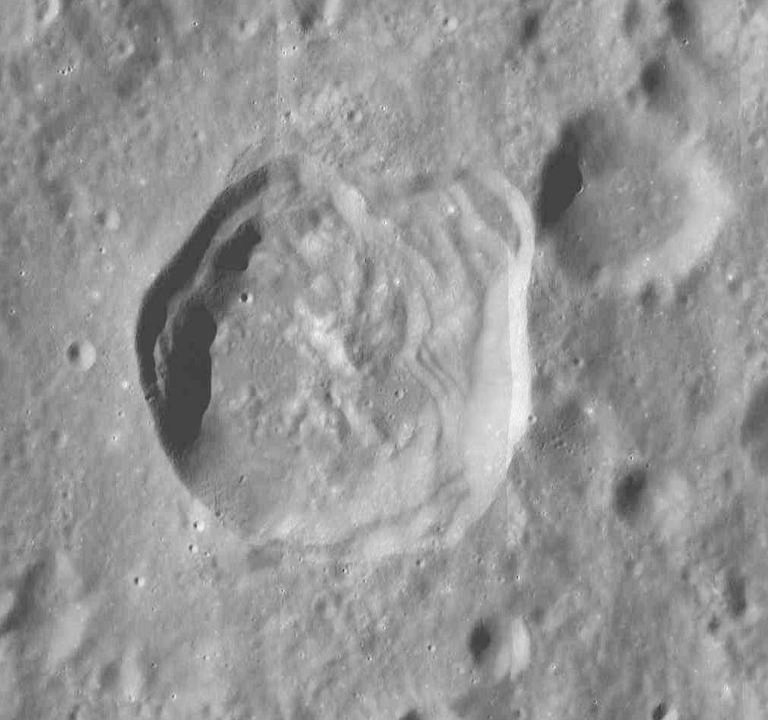
Cràter Stiborius (fotografia de la missió LRO)

Porta el nom d'Andreas Stiborius, filòsof, teòleg i astrònom del segle xv.

## Cràters satèl·lit
Per convenció aquests elements són identificats en els mapes lunars posant la lletra en el costat del punt central del cràter que està més proper a Stiborius.
| Stiborius | Coordenades                          | Diàmetre |
| --------- | ------------------------------------ | -------- |
| A         | 36° 54′ S, 35° 30′ E / 36.9°S,35.5°E | 32 km    |
| B         | 37° 18′ S, 33° 30′ E / 37.3°S,33.5°E | 9 km     |
| C         | 33° 54′ S, 33° 18′ E / 33.9°S,33.3°E | 22 km    |
| D         | 33° 24′ S, 35° 42′ E / 33.4°S,35.7°E | 18 km    |
| E         | 34° 48′ S, 34° 06′ E / 34.8°S,34.1°E | 15 km    |
| F         | 35° 42′ S, 32° 24′ E / 35.7°S,32.4°E | 8 km     |
| G         | 37° 18′ S, 35° 42′ E / 37.3°S,35.7°E | 10 km    |
| J         | 36° 06′ S, 35° 36′ E / 36.1°S,35.6°E | 10 km    |
| K         | 35° 30′ S, 34° 36′ E / 35.5°S,34.6°E | 16 km    |
| L         | 35° 00′ S, 33° 30′ E / 35.0°S,33.5°E | 10 km    |
| M         | 35° 30′ S, 32° 48′ E / 35.5°S,32.8°E | 7 km     |
| N         | 36° 18′ S, 32° 54′ E / 36.3°S,32.9°E | 9 km     |
| P         | 33° 12′ S, 34° 00′ E / 33.2°S,34.0°E | 6 km     |